# Арго (книга)
«Арго́» — український літературний збірник.
Вийшов у Києві 1914. В «Арго» вміщено план драматичної поеми Лесі Українки «На передмісті Александрії живе сім'я грецька…», над якою вона працювала в останні дні. В поемі мав бути виведений образ александрійського мудреця Теокріта. Окрім того, в збірнику були видруковані твори Грицька Григоренка (О. Судовщикової-Косач), М. Чернявського, Олени Пчілки та інших укр. письменників..